# Torino Boys
Torino Boys è un film TV italiano del 1997, diretto dai Manetti Bros.

## Trama
Tre ragazzi nigeriani che vivono a Torino vanno a Roma per seguire la partita di Coppa UEFA Roma-Monaco perché nella squadra del Principato gioca un nigeriano amico di uno dei tre. Uno di loro deve anche vedere la sua Roma Girl, della quale è innamorato. La ragazza divide un appartamento con altre tre nigeriane alle quali racconta la storia del suo Torino Boy. Tra incomprensioni e telefoni che non funzionano l'incontro tra i ragazzi non sarà facile.

## Colonna sonora
Nel 1997 uscì la colonna sonora del film Torino Boys, nella quale Neffa curò gran parte della produzione e presentò i brani Navigherò la notte e Nella luce delle sei, quest'ultimo con Deda.